# Agylla virilis
Vamuna virilis là một loài bướm đêm thuộc phân họ Arctiinae, họ Erebidae.